# 相良洋一
相良 洋一（さがら　よういち） は、日本のプロデューサー、編集者。

## 来歴・人物
神奈川県横浜市出身。
主婦と生活社『 週刊女性』芸能ニュース班チーフをつとめる。一方で出版プロデューサーとして長門裕之『待ってくれ、洋子』や 林下清志の『ビッグダディの流儀』といったベストセラー書籍を手掛ける。2013年からは『月刊ブシロード』編集長に就任。『月刊ブシロードTV』プロデューサーや『BanG Dream!』立ち上げなどを経て、『カードファイト!! ヴァンガード』の伊藤彰氏のマネジメントも。フューチャーコミックス（DMM.comグループ)ではメディアミックス事業部長を務める。

### 担当著書
- 待ってくれ、洋子（2009年）
- ビッグダディの流儀（2013年）

## 担当作品
- 愛西市〝イメージして…″PRショートアニメ（2017年）プロデューサー[3]
- 占いちゃんは決めきれない！（2020年）スーパーバイザー[4]
- 恋い焦れ歌え（2022年）エグゼクティブプロデューサー[5]